# Sudamerícids
Els sudamerícids (Sudamericidae) són una família de mamífers gondwanateris que visqueren des del Cretaci superior fins a l'Eocè. Els membres que formen la família són Lavanify del Cretaci de Madagascar, Bharattherium (=Dakshina) del Cretaci de l'Índia, Gondwanatherium del Cretaci de l'Argentina, Sudamerica del Paleocè de l'Argentina i espècies encara no anomenades provinents de l'Eocè de l'Antàrtida i el Cretaci de Tanzània. Es creu que els sudamerícids, o si més no els més grossos, eren animals herbívors que consumien matèria vegetal abrasiva.